# Санамер
Санаме́р — посёлок в Предгорном районе (муниципальном округе) Ставропольского края России.

## География
Расстояние до краевого центра: 200 км.
Расстояние до районного центра: 6 км.

## История
Название посёлка Санамер в переводе с греческого языка означает «как день» (Σαν Ημέρα слово на греческом языке).
Посёлок Санамер был основан в 1938 году греками-понтийцами, переселившимися из Малой Азии сначала в Грузию, а затем из Грузинской ССР в РСФСР.
3 ноября 1999 года Законом Ставропольского края посёлок имени Тельмана был переименован в посёлок Санамер.
До 16 марта 2020 года посёлок был административным центром упразднённого Тельмановского сельсовета.

## Население
| 1989 | 2002  | 2010  | 2014  | 2021  |
| ---- | ----- | ----- | ----- | ----- |
| 1741 | ↗2489 | ↗2666 | ↗2700 | ↘2347 |

По данным переписи 2002 года, 83 % населения — греки.

## Инфраструктура
- Детский сад № 20[10]
- Средняя общеобразовательная школа № 15. Открыта 10 декабря 1961 года[11].
- Дом культуры[12].
- Филиал районной детской библиотеки
- Фельдшерско-акушерский пункт

## Связь
Фиксированная связь и ADSL
Ставропольский филиал Ростелекома.
Сотовая связь 2G/3G/4G
МегаФон, Билайн, МТС.

## Экономика
- СПК «Агро» — пер. Урожайный, 27.

## Русская православная церковь
- Церковь святых праведных Богоотец Иоакима и Анны. Основана в 1995 году. Относится к Кисловодскому благочинию.

## Кладбище
В районе улицы Полевой и переулка Виноградного расположено общественное открытое кладбище площадью 35 тыс. м².